# Кхмерские национальные вооружённые силы
Кхме́рские национа́льные вооружённые си́лы (кхмер. កងកម្លាំងប្រដាប់អាវុធជាតិខ្មែរ, фр. Forces armées nationales khmères), часто упоминаются как ФАНК (фр. FANK) — официальное название регулярных вооружённых формирований Кхмерской Республики, непризнанного государства, существовавшего  в 1970—1975 гг. на территории современной Камбоджи. Сформированные вскоре после переворота 1970 года и свержения Нородома Сианука, ФАНК заменили собой вооружённые силы Королевства Камбоджа (ФАРК), созданные ещё после получения страной независимости от Франции в 1954 году. Прекратили своё существование в апреле 1975 года после поражения республиканских властей в гражданской войне и победы «красных кхмеров».

## История
В 1953 году Камбодже была предоставлена полная независимость от Франции. В соответствии с женевскими соглашениями, подписанными год спустя и положившими конец первой индокитайской войне, французские войска и боевики вьетминя должны были покинуть территорию Камбоджи. Предполагалось формирование новой регулярной армии для обороны страны. В создании новых вооружённых сил приняли участие как французские военные советники, так и армия США, оснащавшая новую королевскую армию (ФАРК) с сентября 1950 года. Несмотря на то, что бывшим боевиками из «Вьетминя» и «Кхмер Иссарак» не запрещалось вступать в неё, в состав ФАРК вошли в основном солдаты и офицеры из бывшей колониальной армии, существовавшей в годы французского протектората.

### Поражение
В январе 1975 года, одновременно с зимним наступлением Северного Вьетнама, «красные кхмеры» постепенно окружали столицу страны — Пномпень. Полпотовцы начали осаду города, где к тому моменту находилось по меньшей мере 250 000 беженцев. В этой ситуации власти были уже не в состоянии организовать эффективную оборону города от наступления «красных кхмеров».

## Специальные подразделения
- Кхмерские специальные войска
- Камбоджийская морская пехота
- «Морские котики»